# William Temple Franklin
William Temple Franklin Jr, conocido como Temple Franklin, (22 de febrero de 1760 - 25 de mayo de 1823) fue un diplomático y especulador inmobiliario estadounidense, mejor conocido por su participación en la misión diplomática estadounidense en Francia durante la Guerra Revolucionaria Estadounidense . A partir de los 16 años, se desempeñó como secretario de su abuelo Benjamín Franklin, quien negoció y acordó la Alianza Franco-Americana .
El joven Franklin también fue secretario de la delegación estadounidense que negoció la independencia de Estados Unidos en el Tratado de París en 1783. Luego regresó a Filadelfia con su abuelo. Al encontrar sus perspectivas limitadas en los Estados Unidos, más tarde regresó a Europa, donde vivió principalmente en Francia.

## Infancia y estudios

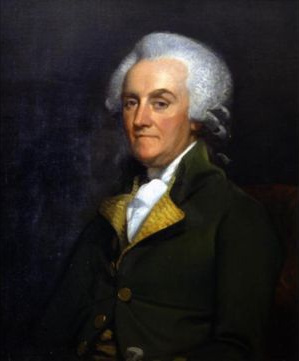
El padre de Temple, William Franklin, fue gobernador de Nueva Jersey y un destacado leal.

William Temple Franklin, llamado Temple, nació en 1760,  hijo extramatrimonial (y único hijo) de William Franklin, quien fuera a su vez un hijo extramatrimonial también, y lo engendró mientras estudiaba derecho en Londres. Su madre es desconocida, y el bebé fue colocado en un hogar de acogida. Su padre, William, era el hijo extramatrimonial pero reconocido de Benjamín Franklin, uno de los padres fundadores de los Estados Unidos, y criado en su casa. Se dice que el segundo nombre de William Temple Franklin se deriva del hecho de que fue concebido mientras su padre estudiaba en el Middle Temple . 
Más tarde, en 1762, William se casó con Elizabeth Downes en Londres, la hija de un rico plantador de Barbados.  Después de aprobar el colegio de abogados, regresó a América del Norte, pero continuó pagando por el mantenimiento y la educación posterior de Temple. 

## Sus años en Francia

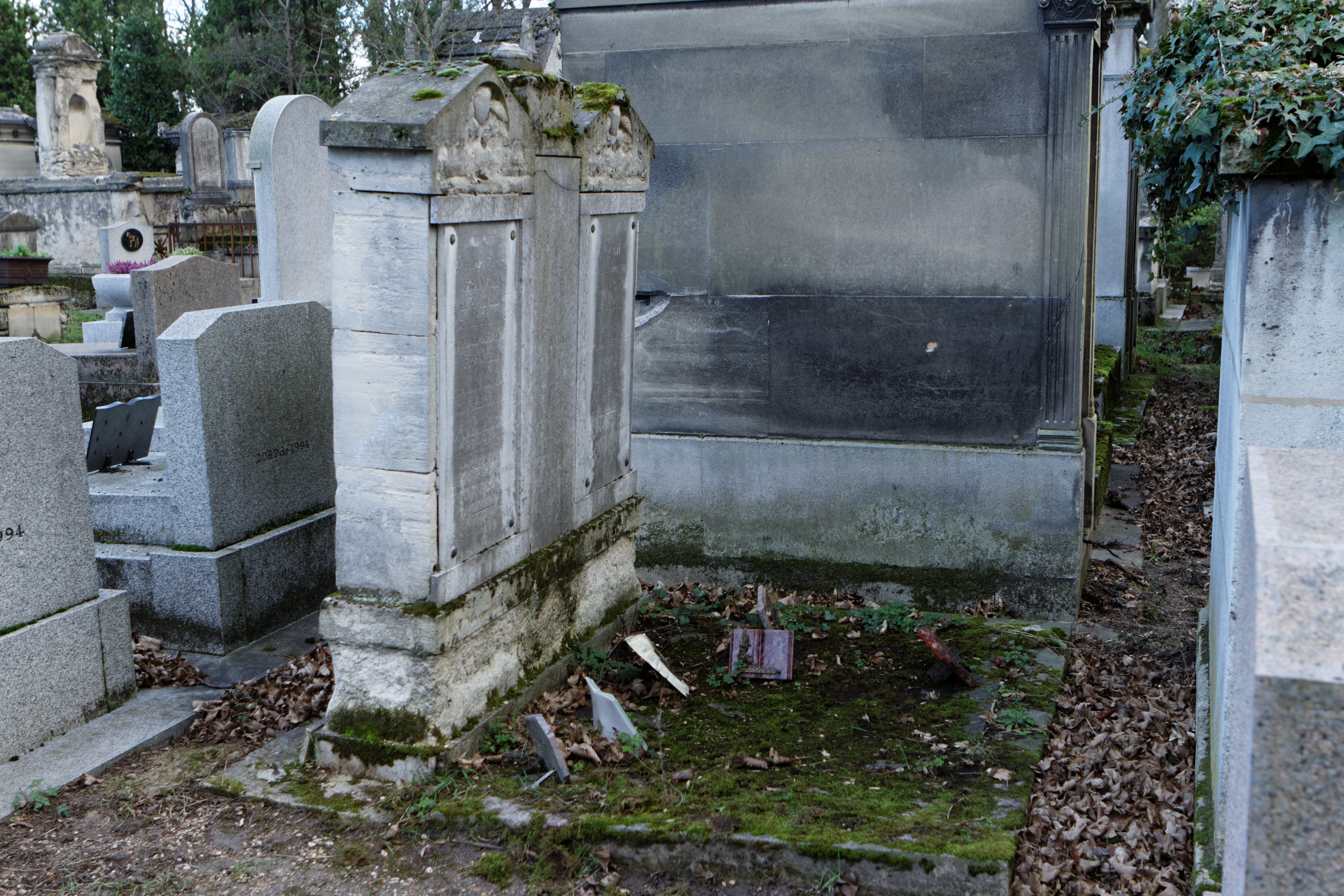
Cementerio del Père Lachaise

Después de mudarse a Francia, Franklin continuó actuando como especulador inmobiliario, ganando y perdiendo una fortuna.
Según su testamento de 1788, Benjamín Franklin había legado a Temple sus documentos y correspondencia y lo nombró su heredero literario. Temple editó y publicó ediciones de los escritos de Franklin, incluida su Autobiografía, , publicada en Londres y Filadelfia, 1816-1819. Publicó seis volúmenes de artículos desde 1817 hasta 1819.  Su amigo cercano, George Fox, heredó muchos de los artículos del padre de Franklin y luego los donó a la Sociedad Filosófica Estadounidense.  Los artículos recopilados de Temple Franklin se encuentran en la Sociedad Filosófica Estadounidense en Filadelfia. 
Mientras vivía en Francia durante este período, Temple tuvo una larga relación con la inglesa Hannah Collyer (1771-1846). Se casaron un mes antes de su muerte en la pobreza en París en 1823.  Temple está enterrado en el cementerio de Père Lachaise. Hannah murió el 12 de diciembre de 1846, a la edad de 75 años, y está enterrada junto a Temple.

## En la cultura popular
William Temple Franklin cuando era adolescente fue interpretado por Noah Jupe en Apple TV + Franklin de 2024 (miniserie) .

## Obras
- Editó The Autobiography of Benjamin Franklin (Londres y Filadelfia, 1816-1819)
- La correspondencia privada de Benjamin Franklin (1817). Serie de cartas sobre temas diversos, literarios y políticos, escritas entre los años 1753 y 1790. Compuesto y publicado por primera vez a partir de los originales por su nieto William Temple Franklin. [5]
- Editado en tres volúmenes Memorias de la vida y escritos de Benjamin Franklin, publicado en 1819